# Afterglow (Genesis)
Afterglow is een nummer van Genesis. Het is afkomstig van hun album Wind and Wuthering. Afterglow vormde de afsluiting van Genesis’ album Wind and Wuthering en zorgde daar voor enige rust na het rumoerige In that quiet earth. In Afterglow mijmert Banks over een opgebroken liefde; hij moet zijn weg in deze wereld opnieuw vinden. Ironisch genoeg leek het nummer niet van toepassing op het leven van Banks zelf, maar op dat van Phil Collins met uiteindelijk drie huwelijken en scheidingen met zeer vervelende rechtszaken. Banks schreef zelf over het nummer dat het schrijven ervan ongeveer net zo lang duurde als het nummer zelf, aldus Banks ook in IO Pages (nummer 150, juni 2018). De hoofdrollen in dit nummer zijn weggelegd voor Banks met een Moog Taurus baspedaal en Collins' zangstem.
Afterglow is nooit verschenen op single maar bleek een van de populairste nummers van de band en werd gedurende de tournees na Wind and Wuthering steeds door de band gespeeld. Het bleek eenvoudig achter andere Genesisstukken te "lassen" te zijn en werd daardoor vaak als slot van een medley In the cage, Cinema show, Duke’s travel gespeeld.
Het nummer werd veel later gecoverd door Karmakanic tijdens hun tournee met Agents of Mercy, gedeeltelijk vastgelegd op The power of two.